# Arthroleptis stridens
Arthroleptis stridens är en groddjursart som först beskrevs av Martin Pickersgill 2007.  Arthroleptis stridens ingår i släktet Arthroleptis och familjen Arthroleptidae. IUCN kategoriserar arten globalt som otillräckligt studerad. Inga underarter finns listade i Catalogue of Life.